# Петар Вићентијевић
Петар Вићентијевић (14. јануар 1927, Сараорци) је био један од најугледнијих београдских оптичара након Другог светског рата. Потиче из трговачке породице, основно образовање стекао у Сараорцима, a средњу школу завршио у Београду. Током Другог светског рата борио се на страни партизана, рањен је у леву руку 1943. године у Босни. Сахрањен је у Сараорцима, у задужбини свога деде Јована Вићентијевића-Масароша подигнутој 1925. године.

## Рад
Петар Вићентијевић се након Другог светског рата сели у Нови Сад где почиње да се бави оптиком, каријеру наставља у Београду 1953. године. Оптиком наставља да се бави на Војномедицинској академији до 1963. године када отвара приватну радњу у улици Војводе Степе 111, радња се 1966. године сели на Душановац у улицу Милорада Бонџулића a 1969. године у улицу Устаничка 67 где се и сада налази. Један је од оснивача Удружења оптичара Србије. Један је од оснивача Фонда за пензијско и инвалидско осигурање самосталних радника и занатлија Србије. Образовни програм РТС-а је 1975. године у Устаничкој 67 снимио филм o Петру Вићентијевићу који је 2009. године неколико пута репризиран.

## Признања
За рад и залагања на изградњи Београдa добио је и многобројна признања и награде:
- Низ захвалница
- Спомен плакете града Београда 1969. и 1974. године
- Сребрне плакете за развој пензијског и инвалидског осигурања 1976. и 1983. године
- Плакету општине Вождовац 1979. године
- Спомен диплому за допринос организовању и развоју занатства и информисању занатлија 1988. године

- Петар Вићентијевић
- Петар Вићентијевић
- Петар Вићентијевић
- Петар Вићентијевић
- Петар Вићентијевић
- Петар Вићентијевић